# Mylabris nevadensis
Mylabris nevadensis là một loài bọ cánh cứng trong họ Meloidae. Loài này được Escalera miêu tả khoa học năm 1915.